# E2 (телевизионен канал)
e2 е бивш сериален и развлекателен телевизионен канал в Турция, притежаван от Doğuş Broadcasting Group. Стартира през 2007 г. Излъчва множество предавания, излъчвани в САЩ в Турция. От 12 септември 2011 г. каналът излъчва във формат 16:9. Поради изтичане на правата му за излъчване, в нощта между 31 януари и 1 февруари 2016 г. каналът прекратява своето излъчване. След края на излъчването му, сериалите се преместени в турската версия на TLC.